# Альстад, Ида
И́да Альста́д (норв. Ida Alstad; род. 13 июня 1985, Тронхейм) — норвежская гандболистка, левая защитница, игрок сборной Норвегии. Олимпийская чемпионка 2012 года.

## Биография

### Клубная карьера
Воспитанница школы клуба «Бьосен», выступала в его составе в высшей лиге чемпионата Норвегии. Самое значимое достижение — выход в финал Кубка обладателей кубков ЕГФ 2007 года. С лета 2013 по 2014 годы защищала цвета датской команды «Тим Твис Хольстебро», позднее перешла в «Мидтьюланн».

### В сборной
В сборной сыграла 124 игры и забила 294 гола. Бронзовый призёр чемпионата мира 2009 года, чемпионка Европы 2010 и 2014 годов, чемпионка мира 2011 и 2015 годов, чемпионка Олимпийских игр 2012 года и серебряный призёр чемпионата Европы 2012 года.